# Cocorăștii Mislii
Cocorăştii Mislii é uma comuna romena localizada no distrito de Prahova, na região de Muntênia. A comuna possui uma área de 34.39 km² e sua população era de 3457 habitantes segundo o censo de 2007.